# فريق عمل مجلس الأمن المعني بالأطفال والنزاع المسلح
تم تقديم فريق العمل التابع لمجلس الأمن والمعني بالأطفال والنزاع المسلح (CAAC) في يوليو 2005 للتوصية بأساليب حماية الأطفال المتأثرين بالنزاعات المسلحة.

## التكوين
جاءت فكرة الأطفال والنزاع المسلح (CAAC) في قمة الألفية 2005  كنداء يدين استخدام الأطفال في النزاعات المسلحة. يجبر الأطفال في أجزاء كثيرة من العالم على حمل السلاح والمشاركة في الحرب مع الكبار. ولمعالجة هذه الممارسة الشنيعة ومواجهتها، قرر مجلس الأمن إنشاء فريق عمل لمعالجة هذه المسألة.

## البرامج
تم تأسيس فريق عمل مجلس الأمن التابع للأمم المتحدة والمعني بالأطفال والنزاع المسلح بموجب قرار مجلس الأمن التابع للأمم المتحدة  رقم 1612 لسنة 2005 لمعالجة القضايا المرتبطة بالأطفال في حالات النزاع المسلح. يجتمع ممثلون من 15 دولة عضوًا في المجلس بانتظام ويناقشون الدول أو الحالات بهدف تقديم توصيات مكتوبة يتعين متابعتها من قبل الدول المعنية أو الحالات. ولقيام الفريق بعمله، يتم دعمه من قبل مكتب الممثل الخاص للأمين العام المعني بالأطفال والنزاع المسلح،  والذي يوفر مدخلات جوهرية لعمل الفريق ويتابع النتائج المتفق عليها لفريق العمل. ثم ينتهي فريق العمل إلى نتائج وتوصيات يتم تحسينها بين الأعضاء الخمسة عشر لفريق العمل. ومنذ نشأتها، كان هناك تقدم في هذا المجال الذي يعتبر ذا أهمية خاصة للمجتمع الدولي.

### المفاوضات
تميل المفاوضات في سياق مجلس الأمن التابع للأمم المتحدة إلى أن تكون مكثفة ومستهلكة للوقت ومُتعبة لهؤلاء قليلي الصبر. تحدث المفاوضات عادة داخل إحدى قاعات مؤتمرات الأمم المتحدة، ولكن قد تكون هناك في بعض الأحيان مفاوضات غير رسمية بين الأعضاء للوصول إلى نتائج متفق عليها. ويساهم هذا التفاعل بين المفاوضات الرسمية وغير الرسمية في انسياب العملية ذاتها وسيرها بنشاط. فيمكن الاتفاق على نتيجة معينة بعد القليل من الاجتماعات في حين أنه قد يستهلك الآخرون قدرًا كبيرًا من الوقت يمتد لأشهر من المفاوضات. يرجع ذلك إلى تعقيد وحساسية القضية محل النقاش، فقد تحتاج الكلمة الواحدة إلى ساعات طويلة من التفاوض حيث يمكن تفسيرها بعدة طرق تعتمد على المصالح الوطنية للدول المعنية وتعتمد كذلك على عوامل أخرى.
خذ على سبيل المثال التفاوض على قرار خاص بقضية معينة، فيمكن أن تولد إحدى الفقرات الفعالة نقاشًا حادًا عما إذا كان مجلس الأمن ينبغي أن «يأخذ علمًا» عن التقرير من الأمين العام، أم ينبغي أن يقوم مجلس الأمن فقط «بالاعتراف باستحسان التقرير» أو «الترحيب بالتقرير». في معظم الحالات، ينبغي لمجلس الأمن أن يرحب بالتقرير أو على الأقل يعترف باستحسانه، حيث تكون تقارير الأمين العام في معظم الحالات ممتثلة لطلب صريح من مجلس الأمن. ويمكن أن تولد هذه القضية هذا النقاش الطويل لأن التقرير قد يتضمن عناصر قد تؤثر بشكل مباشر أو غير مباشر على المصالح الوطنية لأحد الأعضاء. من أحد الجوانب، قد يفسر «الاعتراف مع الاستحسان» على أنه تحدٍ أو تقويض للدولة المذكورة. ومن الجانب الآخر، يمكن استخدام «الاعتراف مع الاستحسان» كأداة تفاوض لضغط الدولة المذكورة التي رأته كتهديد أو تحدٍ لمصالحها الوطنية. ومن الجدير أن نلاحظ كذلك أن تقارير الأمين العام يمكن أن تكون سياسية وحساسة للغاية. في هذا المقال، نستخدم عادة مصطلح الأمين العام للإشارة إلى الأمانة العامة للأمم المتحدة التي أنيطت بها مهمة تقديم الخدمات إلى الدول الأعضاء في الأمم المتحدة التي تتكون حاليًا من دولة (تشمل التقارير السنوية والمواضيعية)
من الجدير بالملاحظة أن المفاوضات في تنظيم الأمم المتحدة تكون عادة متعددة الأطراف بحيث يكون هناك أكثر من دولتين مشتركتين في عملية التفاوض. وحيث إن هناك أكثر من دولتين، يكون هناك مصالح متعددة تنبغي مناقشتها ومراعاتها.
الممثل الخاص للأمين العام المعني بالأطفال والنزاع المسلح هو عضو في مجموعة الأمم المتحدة الإنمائية.

## وصلات خارجية
- Working Group On Children And Armed Conflict